# Ab-e Istada
Ab-e Istada är en saltsjö i Afghanistan. Den ligger i provinsen Ghazni, i den centrala delen av landet, 250 kilometer sydväst om huvudstaden Kabul.
Trakten runt Ab-e Istada är ofruktbar med lite eller ingen växtlighet. Runt Ab-e Istada är det glesbefolkat, med 11 invånare per kvadratkilometer. Ett kallt stäppklimat råder i trakten. Årsmedeltemperaturen i trakten är 16 °C. Den varmaste månaden är juli, då medeltemperaturen är 31 °C, och den kallaste är december, med 1 °C. Genomsnittlig årsnederbörd är 274 millimeter. Den regnigaste månaden är februari, med i genomsnitt 64 mm nederbörd, och den torraste är juli, med 1 mm nederbörd.